# 穆斯特斯湖

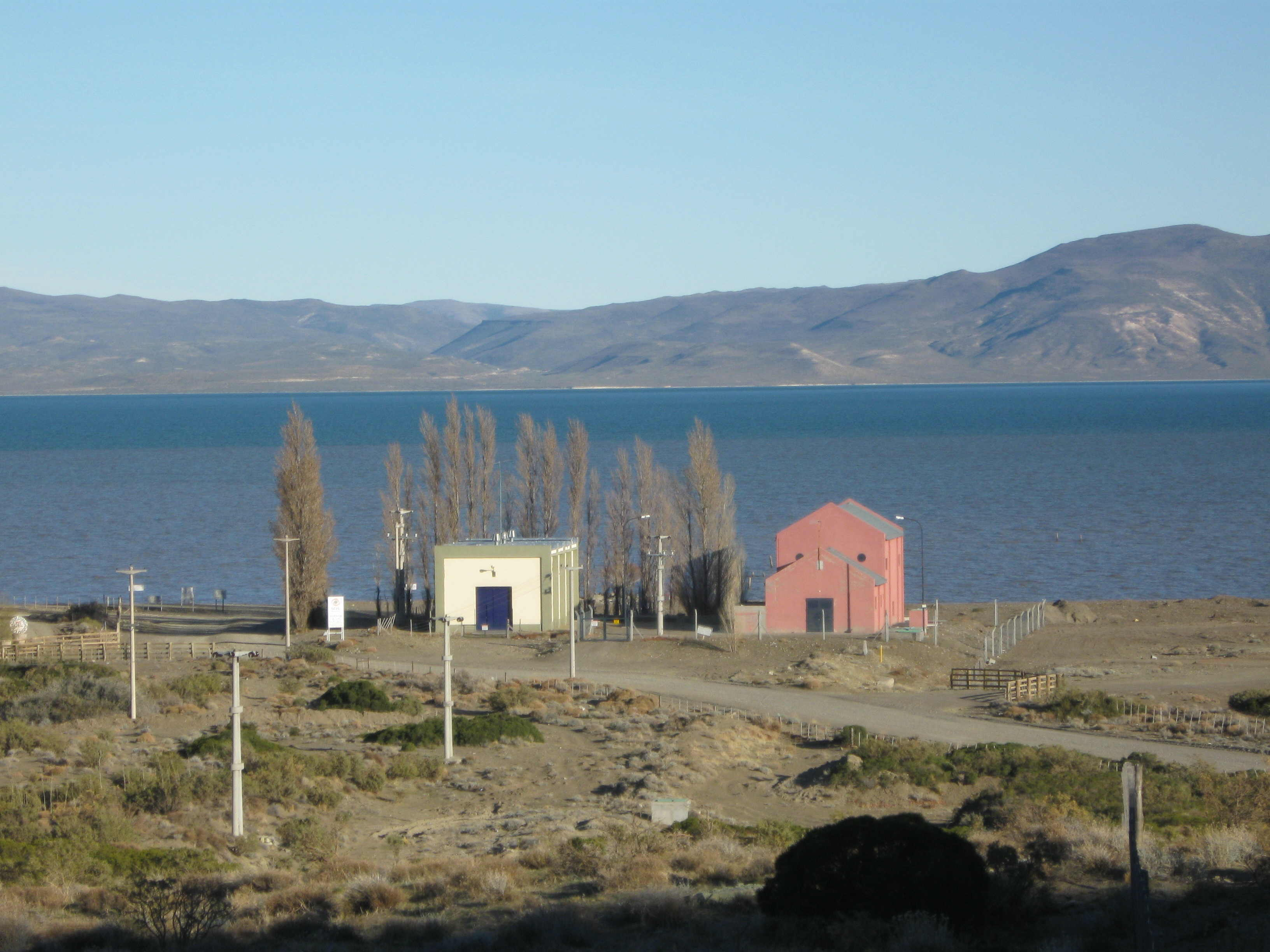
穆斯特斯湖

穆斯特斯湖（西班牙語：Lago Musters）是阿根廷的湖泊，位於巴塔哥尼亞地區，由丘布特省負責管轄，面積414平方公里，海拔高度270米，平均水深20米，最大水深38.5米，蓄水量8.28立方公里。

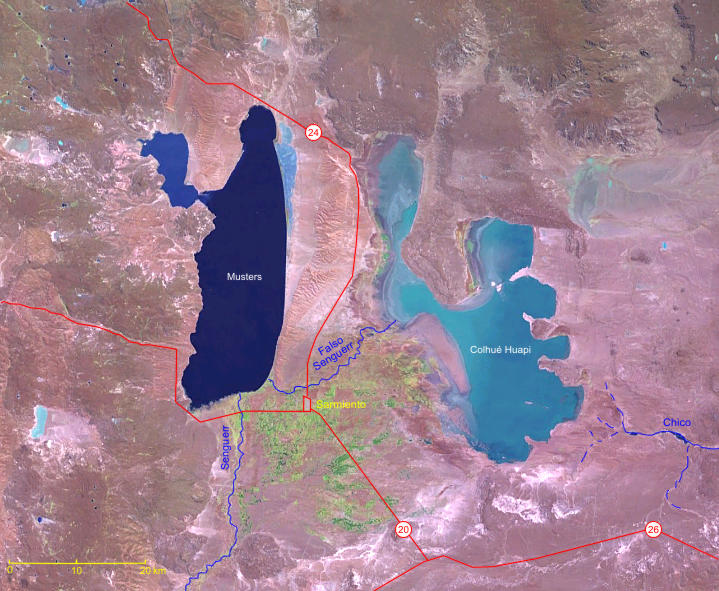
衛星圖
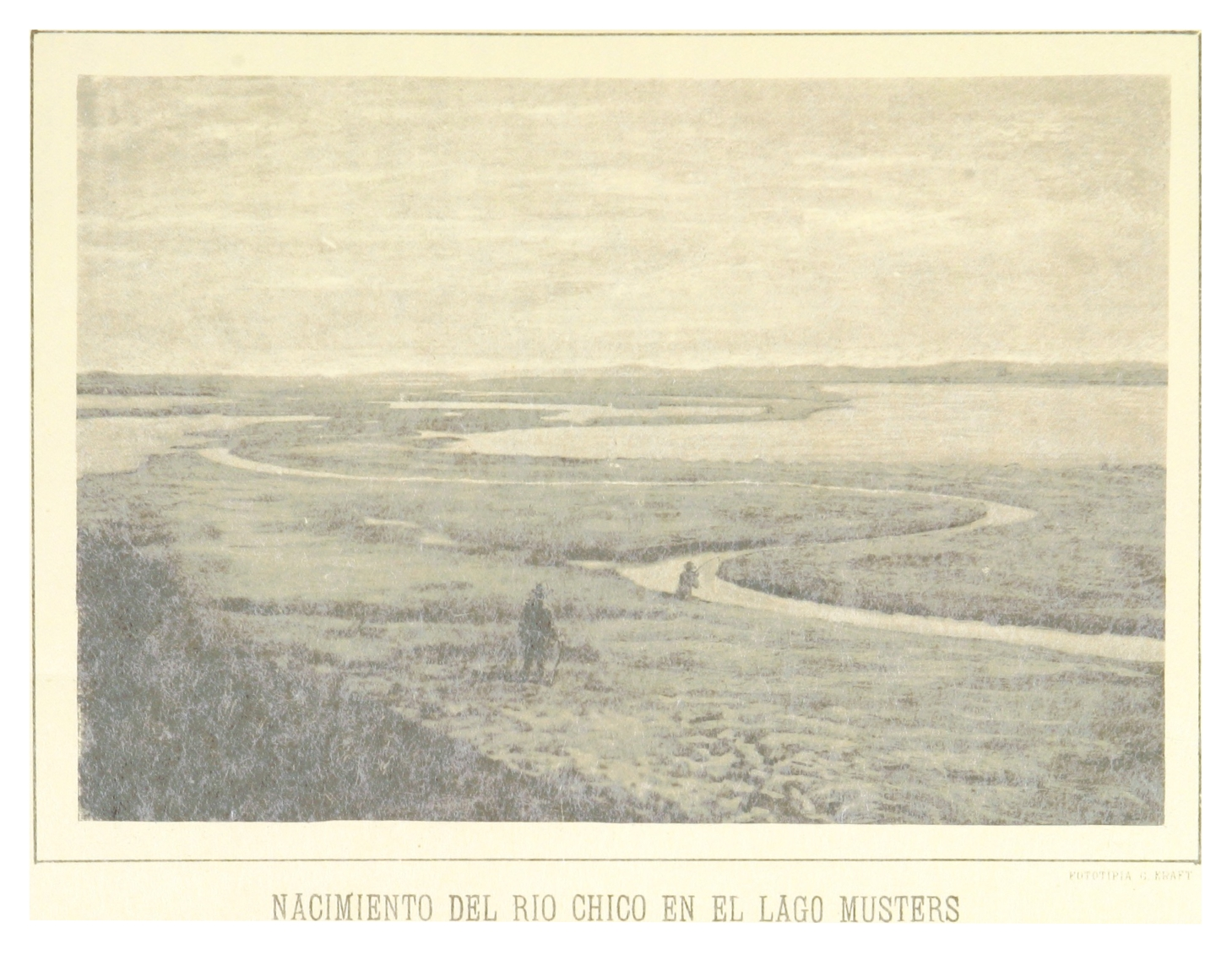
1886年

## 外部連結
- Sistema Nacional de Información Hídrica